# Júlio César de Castro Sousa Meneses e Abreu
Júlio César de Castro Sousa Meneses e Abreu ComNSC (1857 - ?), 1.º Visconde de Peso de Melgaço, foi um empresário agrícola e político português.

## Família
Filho do Dr. António Augusto de Castro Sousa e Meneses, Moço Fidalgo da Casa Real com exercício no Paço, Senhor do Morgado da Casa e Quinta de Gandra, em Água Longa, Paredes de Coura, Senhor do Peso, em Paderne, Melgaço, e Bacharel em Direito pela Faculdade de Direito da Universidade de Coimbra, e de sua mulher Maria Luísa de Alcântara Abreu Couto e Castro.

## Biografia
Foi Moço Fidalgo da Casa Real com exercício no Paço por sucessão por Alvará de 13 de Julho de 1880, Comendador da Ordem de Nossa Senhora da Conceição de Vila Viçosa, Administrador do Concelho de Paredes de Coura e Senhor das várias Casas e Quintas, anteriormente vinculares, da sua família.
O título de 1.º Visconde de Peso de Melgaço foi-lhe concedido por Decreto de D. Carlos I de Portugal de 13 de Janeiro de 1890.

## Casamento e descendência
Casou em 1879 com Francisca Rosa de Antas Bacelar Barbosa, da Casa de Antas, em Paredes de Coura, filha do Dr. José Joaquim de Antas Bacelar e de sua mulher Maria da Madre de Deus Pinto do Amaral e Freitas, com geração.